# ليندسي توماس
ليندسي توماس (بالإنجليزية: Lindsay Thomas)‏ هو سياسي أمريكي، ولد في 20 نوفمبر 1943 في الولايات المتحدة. حزبياً، نشط في الحزب الديمقراطي. وقد في انتخابات مجلس النواب الأمريكي 1990 ‏، انتخب عضو مجلس النواب الأمريكي عن دائرة Georgia's 1st congressional district ‏ وقد انضم خلال فترته النيابية ‏ (3 يناير 1991 – 3 يناير 1993)  للكتلة البرلمانية الحزب الديمقراطي وانتخب عضو مجلس النواب الأمريكي.